# Władimir Gusiew
Władimir Nikołajewicz Gusiew, ros. Владимир Николаевич Гусев (ur. 4 lipca 1982 w Niżnym Nowogrodzie) – rosyjski kolarz szosowy.
Słynie ze świetnej jazdy na czas. 25 lipca 2008 Team Astana rozwiązała kontrakt z Gusiewem ze względu na „nieregularne wyniki” wewnętrznych testów antydopingowych. Na Paryż-Roubaix 2006 Gusiew był 4. na mecie, lecz później był jednym z trzech kolarzy zdyskwalifikowanych przez jury wyścigu. Podczas Tour de France 2007 był 5. w prologu rozgrywanym w Londynie oraz do 7. etapu jechał w koszulce lidera klasyfikacji młodzieżowej, zajął 38. miejsce w końcowej klasyfikacji generalnej.

## Najważniejsze osiągnięcia
- 2000
  -  2. miejsce w mistrzostwach świata (juniorzy, jazda ind. na czas)
- 2003
  -  1. miejsce w mistrzostwach Rosji (jazda ind. na czas)
  -  3. miejsce w mistrzostwach Europy (do lat 23, jazda ind. na czas)
- 2005
  - 2. miejsce w mistrzostwach Rosji (jazda ind. na czas)
- 2006
  - 1. miejsce w Sachsen-Tour
  - 4. miejsce w Deutschland Tour
    - 1. miejsce w prologu

  - 8. miejsce w Mistrzostwach Zurychu
  - 10. miejsce w mistrzostwach świata (start wspólny)
  - 10. miejsce w mistrzostwach świata (jazda ind. na czas)
- 2007
  - 5. miejsce w Ronde van Vlaanderen
  -  koszulka lidera klasyfikacji młodzieżowej Tour de France (od 1. do 7. etapu)
    - 6. miejsce w prologu

  - 15. miejsce w Tour de Suisse
    - 1. miejsce na 7. etapie
    - 1. miejsce w klasyfikacji górskiej

  - 1. miejsce w Tour of Belgium
  -  1. miejsce w mistrzostwach Rosji (jazda ind. na czas)
  - 6. miejsce w mistrzostwach świata (jazda ind. na czas)
- 2008
  -  1. miejsce w mistrzostwach Rosji (jazda ind. na czas)
  - 2. miejsce w Österreich-Rundfahrt
- 2010
  -  1. miejsce w mistrzostwach Rosji (jazda ind. na czas)
- 2011
  - 3. miejsce w E3 Harelbeke
- 2012
  - 2. miejsce w Grosser Preis des Kantons Aargau
  - 3. miejsce w Bayern Rundfahrt
- 2013
  - 2. miejsce w mistrzostwach Rosji (jazda ind. na czas)
  - 2. miejsce w mistrzostwach Rosji (start wspólny)